# Constituția Austriei

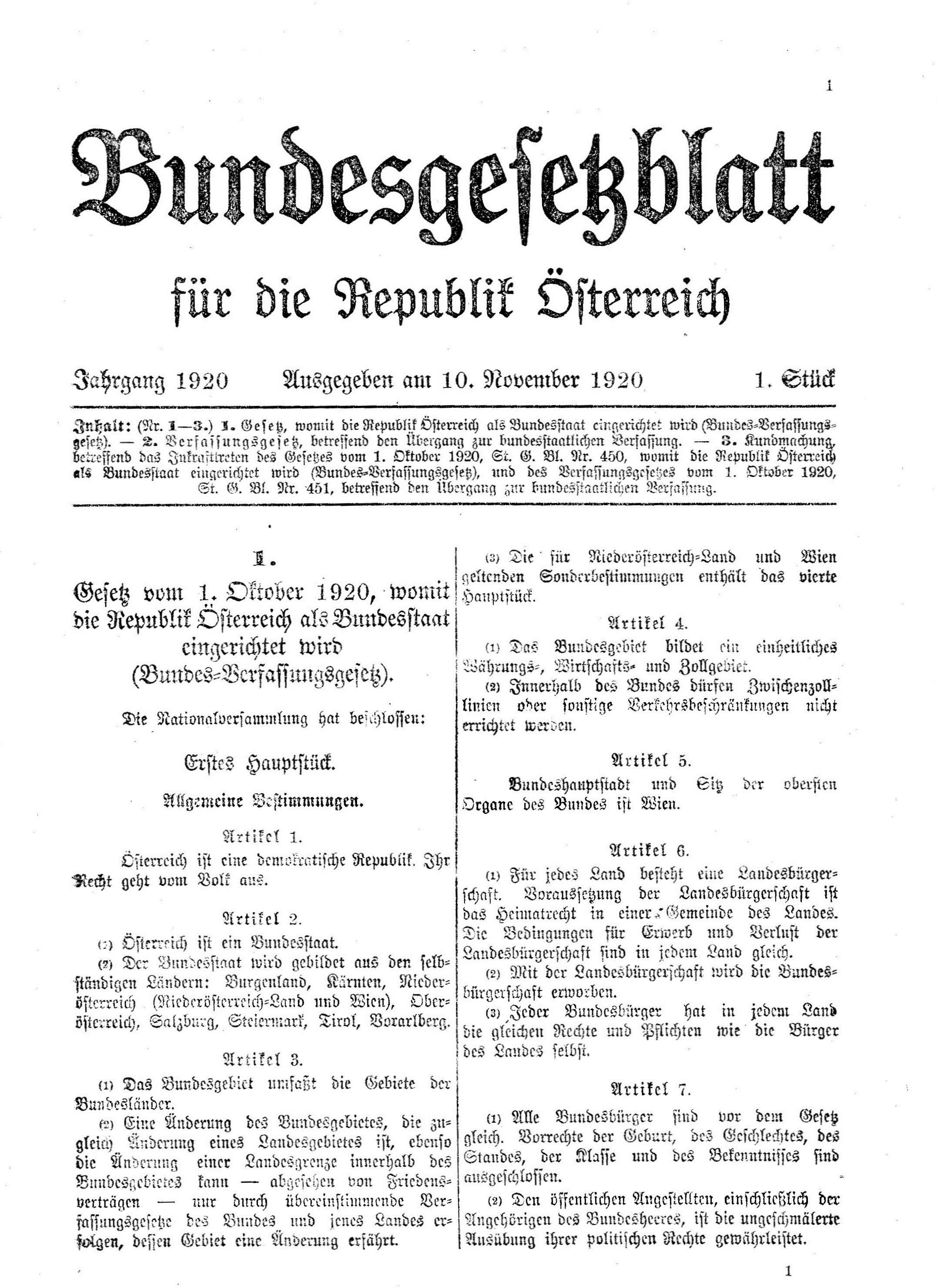
Comunicat oficial din 10 noiembrie 1920 prin care se publică noua constituție

Austria zilelor noastre se conduce după Constituția din 1929, care este rezultatul unei refaceri a Constituției din 1920, redactată în cea mai mare parte de Hans Kelsen, marele teoretician austriac al pozitivismului juridic și al statului de drept. Constituția republicii Austria, adoptată în octombrie 1920, instaureaza, un sistem federal. Acesta ofera satisfacție particularităților ținuturilor (Länder) care reprezentau statele ereditare ale Habsburgilor. Începând din octombrie 1920, social-creștinii guvernează țara, în timp ce social-democrații domină Viena, transformată în land distinct in 1922.
În perioada războiului continuitatea constituțională a fost întreruptă, apoi legea constituțională din 1 martie 1945 a repus în vigoare Constituția din 1929, creând așadar a II-a Republică după sfârșitul nazismului. În octombrie 1945, Consiliul Național a votat neutralitatea permanentă a Austriei. În mai 1955 a fost semnat la Viena un tratat care angaja Republica Austria în constituționalizarea neutralității sale sub forma unui tratat de stat (Staatsvertrag) și nu a unui simplu tratat de pace. Acest fapt n-a însemnat totuși interzicerea semnării tratatului de adeziune a Austriei la Uniunea Europeană în 1994, situația internațională modificându-se radical din cauza dispariției blocului comunist.
De remarcat că între 1983 și octombrie 1995 (deci la peste un an de la semnarea tratatului de aderare la UE) au fost aduse Constituției 23 de amendamente pentru a face țara compatibilă cu statutul de membru al Uniunii Europene. Modificările se referă în special la participarea diferitelor organe ale statului la procesul de decizie al Uniunii.